# Trophée Ben-Hatskin
Le trophée Ben-Hatskin était remis annuellement au meilleur gardien de but de hockey sur glace de la saison dans l'Association mondiale de hockey
Le trophée portait le nom de Ben Hatskin, fondateur des Jets de Winnipeg.

## Joueurs récompensés
- 1972-1973 – Gerry Cheevers, Crusaders de Cleveland
- 1973-1974 – Don McLeod, Aeros de Houston
- 1974-1975 – Ron Grahame, Aeros de Houston
- 1975-1976 – Michel Dion, Racers d'Indianapolis
- 1976-1977 – Ron Grahame, Aeros de Houston
- 1977-1978 – Al Smith, Whalers de la Nouvelle-Angleterre
- 1978-1979 – Dave Dryden, Oilers d'Edmonton